# باربرا بينينغتون
باربرا بينينغتون (بالإنجليزية: Barbara Pennington)‏ هي موسيقية ومغنية أمريكية، ولدت في عقد 1950 في شيكاغو في الولايات المتحدة.

## وصلات خارجية
- باربرا بينينغتون على موقع ميوزك برينز (الإنجليزية)
- باربرا بينينغتون على موقع أول ميوزيك (الإنجليزية)
- باربرا بينينغتون على موقع ديسكوغز (الإنجليزية)